# Anagrus quasibrevis
Anagrus quasibrevis is een vliesvleugelig insect uit de familie Mymaridae. De wetenschappelijke naam is voor het eerst geldig gepubliceerd in 2001 door S. Triapitsyn.